# Psilopa punica
Psilopa punica är en tvåvingeart som beskrevs av Canzoneri 1991. Psilopa punica ingår i släktet Psilopa och familjen vattenflugor.
Artens utbredningsområde är Tunisien. Inga underarter finns listade i Catalogue of Life.